# Joseph Franklin Rutherford

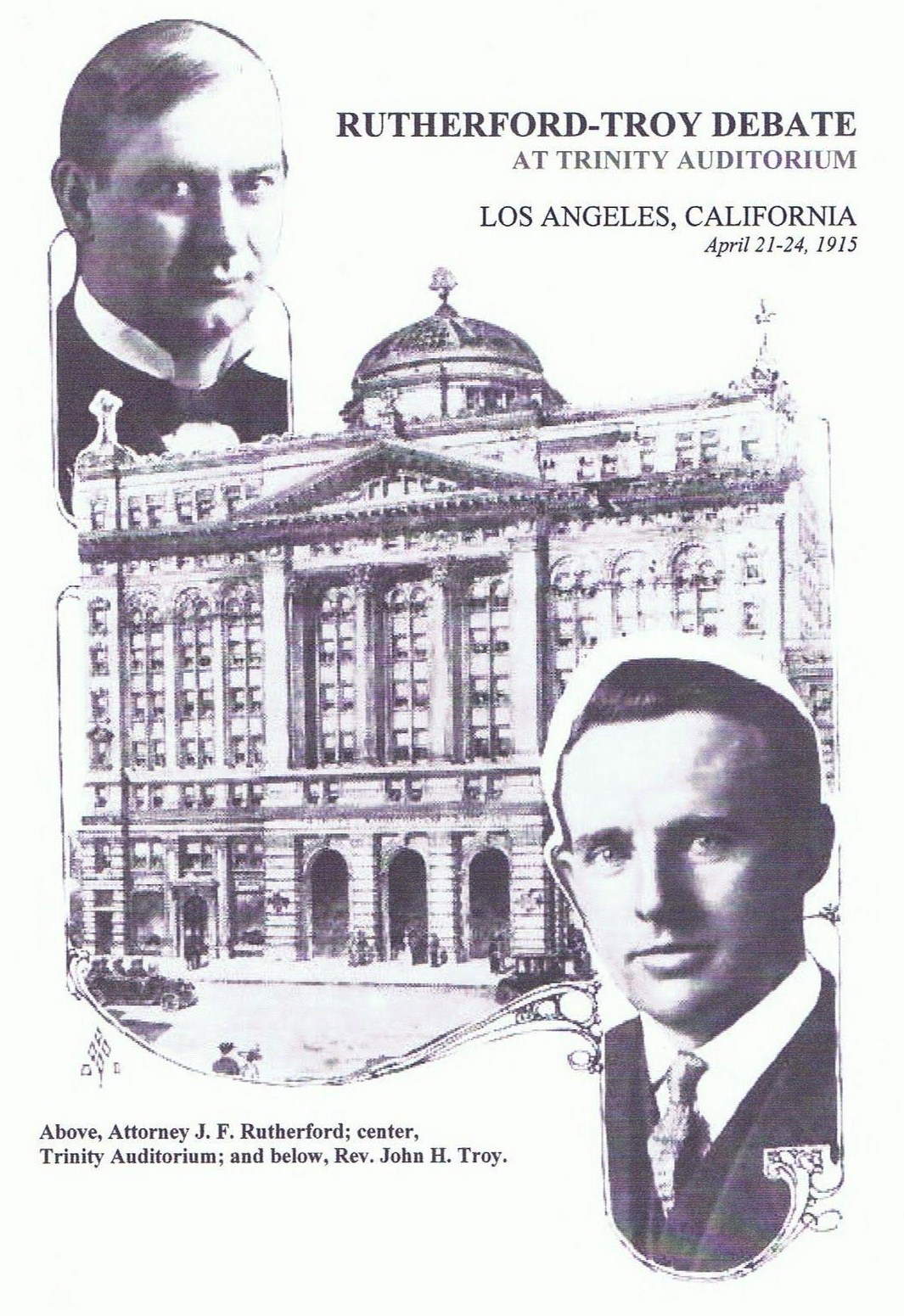
Afisz zapowiadający debatę pomiędzy Johnem H. Troyem a Josephem F. Rutherfordem, która miała miejsce w dniach od 21 do 24 kwietnia 1915 roku w Trinity Auditorium w Los Angeles

Joseph Franklin Rutherford (ur. 8 listopada 1869 w hrabstwie Morgan w stanie Missouri, zm. 8 stycznia 1942 w San Diego), znany jako sędzia Rutherford – amerykański prawnik, kaznodzieja religijny, drugi prezes Towarzystwa Biblijnego i Traktatowego – Strażnica. Od roku 1917 kierował ruchem religijnym Badaczy Pisma Świętego (Świadków Jehowy – nazwa od 1931).
Jako prezes Towarzystwa Strażnica usprawnił funkcjonowanie zborów Badaczy Pisma Świętego, nadał rozmach prowadzonej przez nie działalności kaznodziejskiej, którą objęto niemal wszystkie kraje na świecie. Zborom Badaczy Pisma Świętego związanym z Towarzystwem Strażnica nadał nazwę „Świadkowie Jehowy”. Za czasów jego prezesury Towarzystwo Strażnica wydało 24 książki oraz 86 broszur o tematyce biblijnej, regularne „Roczniki” (od roku 1927), a także wydawało czasopisma „Strażnica” i „Złoty Wiek” (późniejsza „Pociecha”).

## Wczesne lata
Joseph F. Rutherford urodził się 8 listopada 1869 roku w rodzinie farmerów baptystów w hrabstwie Morgan, w stanie Missouri w Stanach Zjednoczonych. Jego rodzicami byli James Rutherford i Lenora Rutherford (z domu Strickland). 31 grudnia 1891 roku poślubił Mary Malcolm Fetzer z Boonville. Z tego związku 10 listopada 1892 roku urodził się syn Malcolm Cameron Rutherford (1892–1989).
Pozwolenie na praktykę adwokacką otrzymał w roku 1892, po zdaniu egzaminu państwowego. Przez następne cztery lata pracował jako prokurator w firmie prawniczej Draffen and Wright w Boonville. W wieku 16 lat rozpoczął studia prawnicze. W wieku 20 lat został protokolantem w sądach Czternastego Okręgu Sądowniczego w Missouri. Zastępczo pełnił funkcję sędziego nadzwyczajnego w Ósmym Okręgu Sądowniczym w Missouri.
W roku 1894 J.F. Rutherford nabył dostępne wówczas pierwsze trzy tomy Wykładów Pisma Świętego i nawiązał kontakt z Badaczami Pisma Świętego i Towarzystwem Strażnica kierowanym przez Charlesa T. Russella. W 1900 roku po raz pierwszy spotkał Russella. Wkrótce się z nim zaprzyjaźnił i został jego adwokatem. W roku 1906 wraz z żoną został ochrzczony jako Badacz Pisma Świętego, a chrztu na prośbę Rutherforda udzielił im C.T. Russell. W następnym roku został radcą prawnym Towarzystwa Strażnica. W 1908 roku był pielgrzymem, czyli jednym z podróżujących przedstawicieli Towarzystwa Strażnica odwiedzających zbory. Jako pielgrzym odwiedzał zbory w Stanach Zjednoczonych, przemawiał w wielu miastach w Europie oraz odwiedził Egipt i Palestynę.
W 1908 roku został wysłany wraz z grupą kilku przedstawicieli Towarzystwa Strażnica do Nowego Jorku w celu nabycia odpowiednich pomieszczeń przeznaczonych na główne biuro. Zakupiono wówczas posiadłość, „Plymouth Bethel” w Brooklynie przy Hicks Street 13–17, którą C.T. Russell wybrał podczas swojej wcześniejszej podróży. W 1909 roku Rutherford został członkiem korporacji prawniczej w Nowym Jorku. Następnie został członkiem zarządu Watch Tower Bible and Tract Society oraz jednej z prawnych korporacji organizacji Badaczy – Peoples Pulpit Association [of New York].
Od 5 kwietnia do 21 maja 1910 roku J.F. Rutherford towarzyszył C.T. Russellowi w podróży służbowej do Europy i Afryki. W ramach tej podróży zorganizowano wykłady publiczne lub spotkania Badaczy Pisma Świętego między innymi w Paryżu, Bazylei, Rzymie, Neapolu, Aleksandrii, Kairze, Port Said, Jafie i Jerozolimie. Droga powrotna wiodła przez Rzym, Wenecję, Wiedeń, Warszawę, Berlin, Barmen-Elberfeld i Londyn, gdzie zaplanowano kilka wykładów na przemian z odwiedzinami miast Anglii, Irlandii oraz Szkocji.
W kwietniu 1915 roku J.F. Rutherford przyjął wyzwanie baptystów reprezentowanych przez Johna H. Troya z Pierwszego Kościoła Baptystów w Glendale. Dyskusja ta odbyła się w dniach od 21 do 24 kwietnia 1915 roku w Trinity Auditorium w Los Angeles na oczach 12 000 widzów, przy czym dla około 10 000 osób zabrakło miejsc.
W związku z nasilającymi się atakami i krytyką Charlesa T. Russella (zarówno jego życia osobistego, jak i działań religijnych) przez prasę i organizacje religijne, Rutherford wydał w 1915 roku w Nowym Jorku broniącą go książkę A Great Battle in the Ecclesiastical Heavens (pol. Wielka bitwa w kościelnych niebiosach).

## Przewodnictwo we wspólnocie

### Wybór na stanowisko prezesa
Po śmierci Charlesa Taze Russella (31 października 1916 roku), zgodnie z wolą zmarłego, w „Strażnicy” z 1 grudnia 1916 roku opublikowano jego testament spisany 29 czerwca 1907 roku. C.T.Russell wyraził w nim nadzieję, że nadzór nad wydawanym przez niego czasopismem „Strażnica Syjońska” obejmie grupa pięciu osób, wśród których nie znajdował się Joseph F. Rutherford, był natomiast wymieniony jako sugerowany kandydat do członkostwa w komitecie w wypadku pojawieniu się wakatu. Zarząd Towarzystwa Strażnica do czasu wyborów nowego prezesa powołał Komitet Wykonawczy złożony z Alfreda I. Ritchiego, Williama E. Van Amburgha oraz Josepha F. Rutherforda, który sprawował nadzór nad działalnością Towarzystwa Strażnica. 6 stycznia 1917 roku Joseph F. Rutherford został wybrany nowym prezesem Towarzystwa Strażnica przez walne zgromadzenie akcjonariuszy.
17 lipca 1917 roku Rutherford rozpowszechnił w trakcie śniadania zarządu organizacji na Brooklynie 736-stronicową publikację „The Finished Mystery” (wydana pod redakcją Claytona J. Woodwortha i George’a H. Fishera). Książka ta była komentarzem do biblijnych ksiąg: Apokalipsy, Pieśni nad Pieśniami i Księgi Ezechiela. Miała być kontynuacją Wykładów Pisma Świętego. Towarzystwo Strażnica wydało tę książkę, podobnie jak w czasach C.T. Russella, za zgodą prezydium zarządu, które stanowili prezes, wiceprezes i sekretarz-skarbnik, lecz pozostali czterej członkowie zarządu o wydaniu książki nic nie wiedzieli. Wywołało to ostry sprzeciw kilku czołowych działaczy. Publikacja ta z racji na silnie antywojenny wydźwięk (trwała I wojna światowa) została zakazana najpierw w Kanadzie, a później również w Stanach Zjednoczonych. Przyczyniła się również do późniejszych prześladowań Badaczy Pisma Świętego i aresztowań ośmiu czołowych działaczy.
Wybór Rutherforda i jego pierwsze decyzje administracyjne wywołały niezadowolenie czterech członków Zarządu, którzy podjęli nieudaną próbę przejęcia jego stanowiska. W angielskim wydaniu „Strażnicy” z 1 listopada 1917 roku zaproponowano przeprowadzenie w każdym zborze referendum dotyczącego składu zarządu Towarzystwa oraz obsady stanowiska prezesa, wiceprezesa i sekretarza–skarbnika. Do 15 grudnia swoje głosy nadesłało 813 zborów ze Stanów Zjednoczonych. Na 11 421 biorących udział w referendum 10 869 osób opowiedziało się za sprawowaniem funkcji prezesa Towarzystwa Strażnica przez J.F. Rutherforda. Jednakże sposób działania nowego prezesa i stanowisko opozycjonistów spowodowały odłączenie się części Badaczy Pisma Świętego od Towarzystwa. 5 stycznia 1918 roku na dorocznym walnym zebraniu odbyły się wybory zarządu Towarzystwa Strażnica, na których ponownie potwierdzono zwierzchnictwo J.F. Rutherforda nad Towarzystwem. Wieczorem tego samego dnia grupa około 50–60 niezadowolonych działaczy spotkała się na nieformalnym zebraniu, które przeciągnęło się również na dzień kolejny. Powołali oni siedmioosobowy komitet, który postawił sobie za cel powołanie opozycyjnej względem Towarzystwa Strażnica korporacji prawnej.
Pod koniec 1917 roku władze Stanów Zjednoczonych nasiliły kampanię przeciwko Badaczom. 7 maja 1918 sąd wydał nakaz aresztowania Josepha F. Rutherforda i siedmiu innych członków Zarządu. Aresztowania miały miejsce następnego dnia. Oskarżono ich o szpiegostwo na rzecz Niemiec. 21 czerwca siedmiu z ośmiu oskarżonych otrzymało wyrok 20 lat więzienia. 4 lipca 1918 roku J.F. Rutherford wraz z siedmioma innymi członkami Zarządu został osadzony na terenie federalnego więzienia w Atlancie w stanie Georgia. W efekcie przeprowadzonej przez Badaczy kampanii na rzecz ich uwolnienia, 25 marca 1919 roku Rutherford i pozostali więźniowie wyszli z aresztu za kaucją po decyzji sędziego Sądu Najwyższego Stanów Zjednoczonych Louisa Brandeisa. 5 maja 1920 roku wycofano oskarżenia, a oskarżeni zostali całkowicie oczyszczeni z zarzutów.

### „Miliony obecnie żyjących nigdy nie umrą”

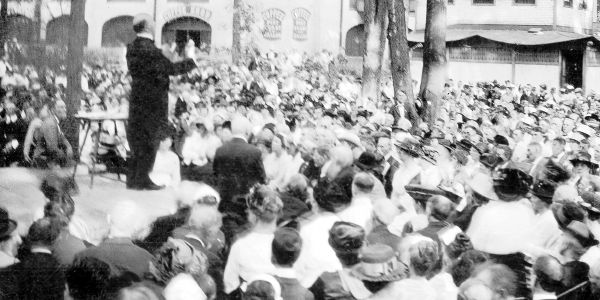
Joseph F. Rutherford przemawia podczas zgromadzenia w Cedar Point (wrzesień 1919).

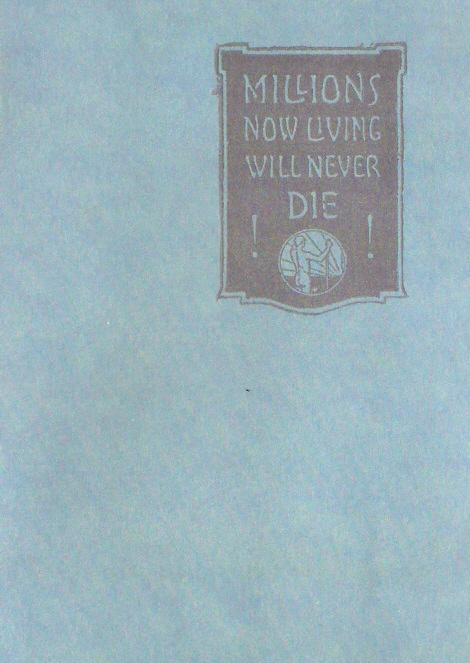
Książka Miliony obecnie żyjących nigdy nie umrą! z roku 1920

24 lutego 1918 roku Joseph F. Rutherford rozpoczął kampanię trwającą do 1922 roku nazwaną „Miliony obecnie żyjących nigdy nie umrą” (ang. Millions Now Living Will Never Die). Zorganizowano szereg zgromadzeń Badaczy Pisma Świętego, z których pierwsze odbyło się w dniach od 1 do 8 września 1919 roku w Cedar Point, zaledwie pięć miesięcy po opuszczeniu przez J.F. Rutherforda i 7 innych działaczy zakładu karnego. Rutherford zachęcał wszystkich uczestników zgromadzeń do głoszenia dobrej nowiny o królestwie. Jego motto brzmiało: „Rozgłaszajcie, rozgłaszajcie, rozgłaszajcie wieść o Królu i Jego Królestwie!”. W wyniku tych zachęt wszyscy Badacze Pisma Świętego starali się pracować w wolnych chwilach jako kaznodzieje głoszący od domu do domu.
Jako pomoc w tej pracy wprowadzono nowe czasopismo Złoty Wiek (obecnie „Przebudźcie się!”) skierowane do osób niebędących członkami zborów Towarzystwa Strażnica. Pierwszy jego numer ukazał się 1 października 1919 roku. W tym samym roku ukazał się też pierwszy numer Biuletynu, poprzednika „Naszej Służby Królestwa”, który zachęcał członków zborów do aktywnego udziału w działalności kaznodziejskiej. W roku 1920 Rutherford wprowadził składanie sprawozdań ze swojej działalności ewangelizacyjnej przez członków organizacji.
Podczas I wojny światowej kontakt z Badaczami Pisma Świętego poza Ameryką Północną był utrudniony. Rutherford chcąc ich zachęcić i zreorganizować działalność, dlatego 12 sierpnia 1920 roku wraz czterema współpracownikami wyruszył w podróż po Wielkiej Brytanii, Europie kontynentalnej oraz Bliskim Wschodzie.
W 1918 roku Rutherford przedstawił pogląd, według którego w 1925 roku miało rozpocząć się ziemskie zmartwychwstanie wiernych mężów z czasów biblijnych, co wiązało się z końcem świata. Również w kolejnych latach uważano, że starotestamentowi prorocy zmartwychwstaną przed końcem systemu rzeczy.
26 lutego 1922 roku Rutherford po raz pierwszy wystąpił w radiu. Wygłosił przemówienie „Miliony ludzi z obecnie żyjących nigdy nie umrą” w rozgłośni KOG w Los Angeles. Od 24 lutego 1924 roku na falach radia WBBR, a od roku 1934 również za pomocą płyt gramofonowych szerzono płomienne wykłady Rutherforda. Ich tematyka dotyczyła nauk biblijnych, praktyk wielkich religii (ich udział w I wojnie światowej i związki z faszyzmem) oraz proroctw biblijnych.

### Beth Sarim

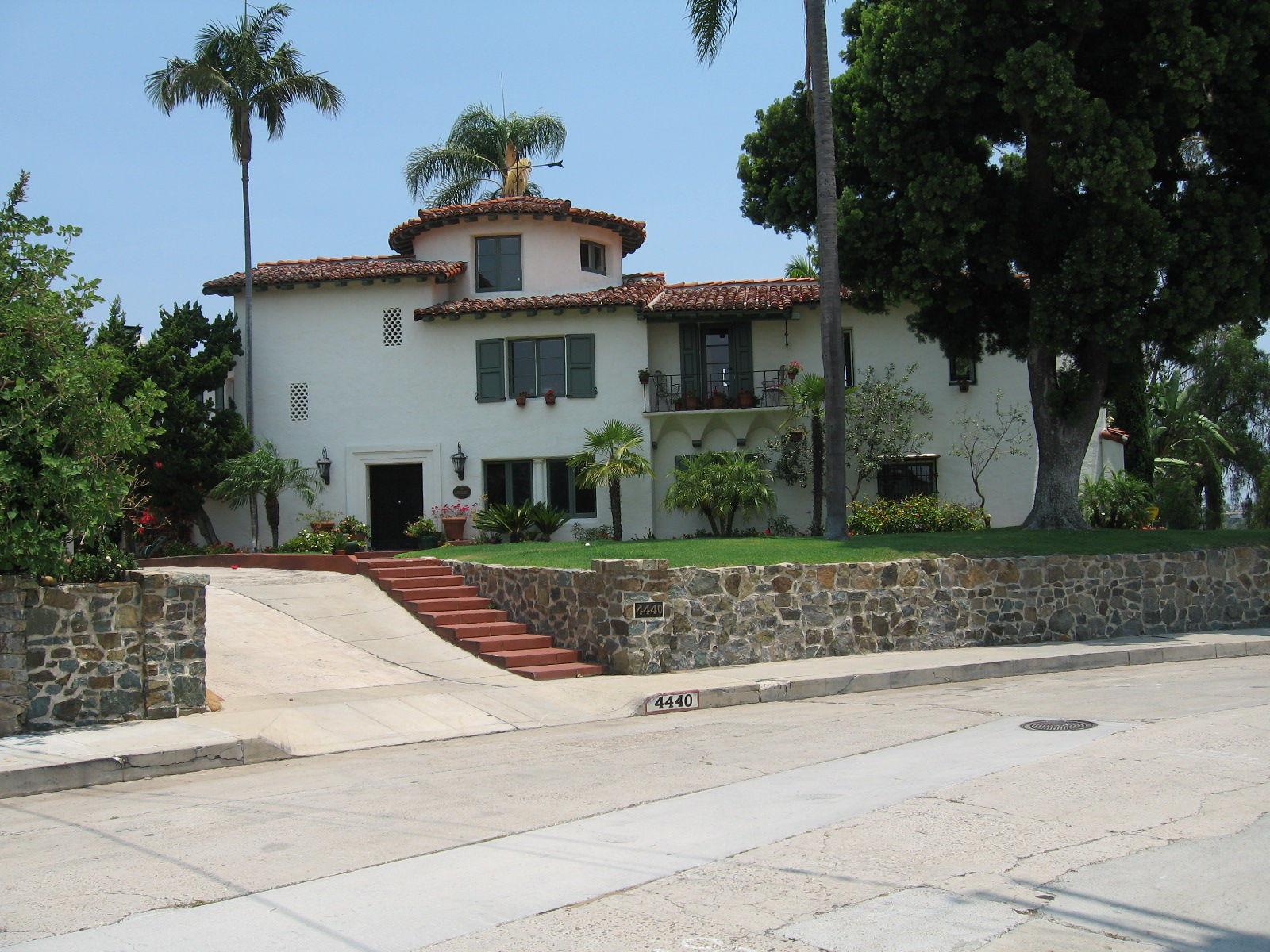
Beth Sarim: Dom książąt, zbudowany w 1929 dla Josepha Rutherforda w San Diego. Sprzedany w 1948

Każdej zimy od początku 1930 roku do śmierci, Rutherford mieszkał w Beth Sarim (hebr. Dom Książąt), willi wybudowanej dla niego w roku 1929 za pieniądze złożone na ten cel przez prywatną osobę. Miało to związek z ciężkim zapaleniem płuc jakie Rutherford przeszedł po wyjściu z więzienia, w którym przebywał od 4 lipca 1918 do 25 marca 1919 roku. Rutherford przebywał w celi, która na skutek wadliwego działania wentylatora była źle przewietrzana. Nabawił się wtedy choroby płuc, z której już się nie wyleczył do śmierci. Po raz pierwszy wyjechał na leczenie do Kalifornii w roku 1919, również w latach dwudziestych jeździł na leczenie do San Diego. Lekarz opiekujący się Rutherfordem nalegał, aby spędzał w San Diego tyle czasu, ile to tylko możliwe.
W związku z niepochlebnymi opiniami części wspólnoty, w artykule w „Złotym Wieku” z 19 marca 1930 roku (wydanie angielskie), dyrektor działu publikacji Towarzystwa Robert J. Martin wyjaśnił, że Rutherford ma tylko jedno funkcjonujące płuco i przeprowadzka miała miejsce na skutek usilnych próśb członków najwyższych władz organizacji. Nieco później pojawiły się kolejne głosy krytyki dotyczące wystawnego trybu życia, częstych podróży do Europy i posiadania dwóch Cadillaców przez Rutheforda mimo panującego w Stanach Zjednoczonych wielkiego kryzysu. Krytyka ta jednak zmniejszała się wydatnie wraz z podnoszeniem się gospodarki amerykańskiej z recesji.

### Świadkowie Jehowy
26 lipca 1931 roku na konwencji w Columbus w stanie Ohio Rutherford przedstawił Badaczom Pisma Świętego rezolucję, która nadała nową nazwę organizacji – Świadkowie Jehowy. Część była transmitowana przez należące do Towarzystwa Strażnica radio WBBR oraz 450 stacji radiowych w Ameryce Północnej, Australii i Europie, a sama rezolucja została powtórzona na zjazdach Badaczy na całym świecie.
W roku 1932 Świadkowie Jehowy na podstawie wydarzeń z czasów izraelskiego króla Jehu oraz jego nieizraelskiego sprzymierzeńca Jehonadaba, uświadomili sobie, że klasa „drugich owiec” wspiera namaszczonych braci Chrystusa jak Jehonadab, przyłączył się do Jehu. W 1935 roku przyjęto, że „drugie owce” to ta sama klasa, którą w Objawieniu nazwano „wielką rzeszą”. Wyjaśnienia te Joseph F. Rutherford przedstawił 31 maja 1935 roku podczas zgromadzenia w Waszyngtonie.

#### Postawa wobec nazizmu

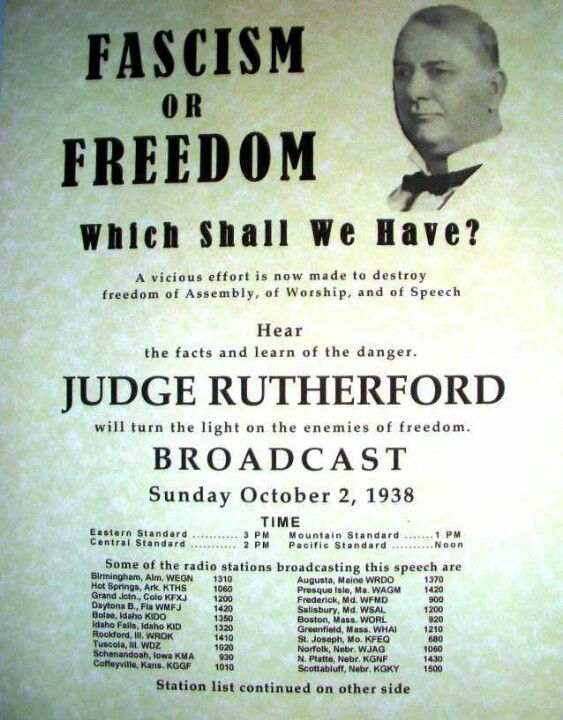
Zapowiedź przemówienia radiowego J.F. Rutherforda „Faszyzm czy wolność” transmitowanego przez sieć ponad 50 stacji radiowych 2 października 1938

4 kwietnia 1933 roku naziści zajęli niemieckie Biuro Oddziału w Magdeburgu. Chociaż wydane zarządzenie cofnięto i obiekt zwrócono 28 kwietnia, to jednak 28 czerwca zostało ono ponownie zajęte. Do początku 1934 roku naziści skonfiskowali i spalili też 65 ton literatury biblijnej. Z tego względu jeszcze w czerwcu 1933 roku J.F. Rutherford spotkał się z nadzorcą Świadków Jehowy w Niemczech Paulem Balzereitem, aby przedyskutować z nim sprawy funkcjonowania Świadków w warunkach reżimu hitlerowskiego i kwestie bezpieczeństwa majątku organizacji w Niemczech. 9 lutego 1934 roku Rutherford w obliczu narastających prześladowań Świadków Jehowy w Niemczech wysłał do Adolfa Hitlera list protestacyjny, w którym wyznaczył dzień 24 marca 1934 jako ostateczny termin wydania rozkazu zezwalającego Świadkom Jehowy w Niemczech swobodnie się zgromadzać i wielbić Boga pod groźbą opublikowania i rozpowszechnienia na całym świecie faktów dotyczących prześladowania Świadków Jehowy w Niemczech.
W odpowiedzi naziści nasili ataki i w tym samym roku większość czołowych postaci organizacji w Niemczech została aresztowana i wysłana do obozów koncentracyjnych. Balzereit był krytykowany za kompromisową postawę względem władz państwowych, a w 1936 roku w obozie koncentracyjnym Sachsenhausen wyrzekł się wiary. W jego miejsce we wrześniu 1936 roku na kongresie w Lucernie na nowego sługę oddziału J.F. Rutherford wyznaczył Ericha Frosta. 2 października 1938 wygłosił przez radio dobitny wykład w którym ostro potępił Hitlera. W roku 1940 napisał broszurę „Sędzia Rutherford demaskuje piątą kolumnę”, w której piętnował wsparcie udzielone przez Kościół katolicki faszystowskim władzom.

#### Postawa wobec symboli narodowych
3 czerwca 1935 roku na zgromadzeniu w Waszyngtonie Rutherford uściślił niezbyt wówczas precyzyjną wykładnię z 1929 roku dotyczącą oddawania honorów flagom narodowym i przysięgom państwowym (wcześniejsze wykładnie dotyczyły głównie tego, iż dla członka Towarzystwa lojalność wobec organizacji jest ważniejsza niż lojalność wobec kraju w którym mieszka). 6 października 1935 podczas audycji radiowej „Pozdrawianie sztandaru” w WBBR stwierdził, iż Księga Wyjścia jednoznacznie zakazuje takich praktyk pochwalając postawę chłopca Charletona B. Nichollsa Jr. z Lynn w Massachusetts, który 20 września tego roku odmówił złożenia hołdu fladze Stanów Zjednoczonych w szkole. W przemówieniu tym Rutherford wyjaśnił, że chociaż Świadkowie Jehowy mają w poszanowaniu symbole narodowe, to jednak ich osobisty stosunek do Boga surowo zabrania oddawania honorów jakimkolwiek wizerunkom.
Odmowa pozdrawiania sztandaru stała się przyczyną wydalania dzieci Świadków Jehowy z amerykańskich szkół. 6 listopada 1935 roku z tego powodu wyrzucono ze szkoły powszechnej w Minersville w Pensylwanii dwójkę dzieci, Williama Henry’ego i Lillian Gobitas, których ojciec, Walter Gobitas, złożył pozew do lokalnego sądu w obronie praw swoich dzieci odnosząc zwycięstwo w tej sprawie. Jednakże władze szkolne odwołały się od wyroku do Sądu Najwyższego, który 3 czerwca 1940 roku w sprawie Okręg Szkolny Minersville przeciw Gobitis (w aktach sądowych nazwisko zostało zapisane z błędem) podjął decyzję na niekorzyść rodziny Gobitasów. Sprawa oddawania honorów fladze wróciła na wokandę gdy dziewięciolatka Gathie Barnett i jej o rok młodsza siostra Marie zostały wyrzucone ze szkoły podstawowej Slip Hill w stanie Wirginia Zachodnia za to, że z szacunkiem i w milczeniu stały, gdy ich koledzy w klasie oddawali honory amerykańskiej fladze. Ostatecznie 14 czerwca 1943 roku Sąd Najwyższy Stanów Zjednoczonych, rozpatrując sprawę Wydział Oświaty Stanu Wirginia Zachodnia przeciw Barnette, unieważnił orzeczenie z 1940 roku w sprawie Gobitis zezwalając równocześnie dzieciom będącym Świadkami Jehowy wrócić do szkół.

#### Dział prawny
W 1935 roku Rutherford ponownie uruchomił Dział Prawny Towarzystwa Strażnica stawiając na jego czele Olina Moyle’a. Po nim działem tym kierował Hayden C. Covington. Dział prawny szczególnie przydał się już rok później, gdy z powodu pikiet przed kościołami w niedzielne poranki oraz dystrybucji przez Świadków Jehowy literatury bez zgody władz, 1149 z nich zostało aresztowanych. W ten sposób rozpoczęła się trwająca kilkanaście lat wygrana przez Świadków sądowa batalia w obronie ich wolności religijnych, prawa do dystrybucji publikacji i wolności słowa.
W 1938 roku całkowicie zaprzestano demokratycznego wybierania braci usługujących w zborze. Od tej pory byli oni mianowani pod nadzorem „niewolnika wiernego i roztropnego” utożsamianego z Ciałem Kierowniczym Świadków Jehowy. Zmianę tę wprowadzono we wszystkich zborach Świadków Jehowy.

### Ostatnie miesiące życia i śmierć
W sierpniu 1941 roku, już w trakcie poważnie zaawansowanej choroby, Rutherford wygłosił swoje ostatnie przemówienie na zgromadzeniu. Zachęcił w nim wszystkich głosicieli do mocnego trzymania się organizacji Jehowy oraz niepodążania za jakimkolwiek człowieczym przywódcą. Zapewnił, że on sam uważa siebie po prostu za jednego ze sług Pańskich i zapytał zgromadzonych czy oni również tak uważają. Usłyszał jednogłośną odpowiedź: „Tak”.
Joseph Franklin Rutherford zmarł 8 stycznia 1942 roku w San Diego w Kalifornii. Pragnął być pochowany w Beth Sarim, co jednak było niemożliwe, gdyż władze hrabstwa San Diego, nie wyraziły na to zgody. Nie pomogła szeroka kampania Towarzystwa oraz 14 000 zebranych w petycji podpisów. Rutherford został ostatecznie pochowany 25 kwietnia 1942 roku w Nowym Jorku, a rezydencja Beth Sarim została sprzedana przez Towarzystwo Strażnica w 1948 roku. W miejsce Rutherforda kolejnym prezesem Towarzystwa Strażnica został wybrany Nathan H. Knorr.